# The lean
The Lean er et dansetrin udført af den amerikanske popsanger Michael Jackson. Michael Jackson har både lavet det til en musikvideo og til live koncerter. Selvom det er lavet live, mener mange stadig, at Michael Jackson og hans dansere snød.

## Smooth criminal
Michael Jackson viste først The lean i musikvideoen til sangen Smooth Criminal fra hans bad-plade. Senere er det blevet udført mange gange, dog kun til denne sang og altid sammen med andre dansere. Michael Jackson lavede også The lean, da han var i København på sin fødselsdag.  

## Teorier
Mange mener, at Michael Jackson snød, og at The lean er fysisk umuligt. Nogle mener, at han havde en krog i jakken, eller en snor rundt om maven. Der er også nogen, der mener, at han brugte magneter. Den mest anerkendte teori er dog, at han havde specielle sko, og at der kom plastic om fra gulvet og tog fat i hans fødder, men denne plastic er aldrig blevet set af publikum. Der er aldrig blevet bevist noget, og Michael Jackson har heller aldrig sagt, at han "snød".